# Caius Aelius Gallus (jogász)
Ez a szócikk Caius Aelius Gallus jogászról szól. A hasonló nevű egyiptomi helytartóhoz lásd: Caius Aelius Gallus!
Caius Aelius Gallus (Kr. e. 2. század – Kr. e. 1. század) római jogász, a plebeius Aelia gens tagja volt, Cicero és Varro idősebb kortársa. Életéről semmit sem tudunk. Macrobius szerint igen tanult, művelt ember volt. Egy műve ismeretes, ami legalább 2 (Festusnál 12) könyvből állt, a De Verborum, quae ad Jus Civile perintent, Significatione. A C. Aelius rövidítésből következően több alkalommal bizonyos Caelius Gallusnak, vagy Caecilius Gallusnak tulajdonították a traktátust. Ugyan Pomponius nem említi, és a firenzei indexben sem szerepel, a Digestában három idézete maradt fenn, melyek közül az egyik eredetinek tekinthető, a másik kettő idézet Gaiustól, illetve Paulustól, aki Julianuson keresztül hivatkozik rá (ráadásul a szerzőt itt pusztán a Gallus név jelzi, amely egyébként Caius Aquilius Gallusra is utalhat). Gelliusnál és Festusnál is maradtak fenn töredékei, sőt egyesek szerint Verrius Flaccus úgyszintén megőrzött egy-két sort tőle.
Varrónál a hagyományos olvasat szerint két passzusban is szerepel, azonban egyesek szerint ezek is Lucius Aelius Stilóra utalnak, hasonlóan a többi, pusztán Aelius nevet tartalmazó részlethez. Egyes kutatókban felmerült, hogy Gallus azonos azzal a Caius Aelius Gallusszal, aki Egyiptom helytartójaként megpróbálta meghódítani Arábiát. Ha ez így van, akkor Varro nem hivatkozhatott rá.